# Pterygodium hastatum
Pterygodium hastatum là một loài thực vật có hoa trong họ Lan. Loài này được Bolus miêu tả khoa học đầu tiên năm 1889.